# Julio César Romero
Julio César Romero (normalt bare kendt som Romerito) (født 28. august 1960 i Luque, Paraguay) er en tidligere paraguayansk fodboldspiller, der spillede for en række sydamerikanske klubber, samt for FC Barcelona i Spanien. Han spillede desuden for Paraguays landshold, som han vandt Copa América med i 1979.
Han blev i 2004, som den eneste paraguayaner, udvalgt til FIFA 100, en kåring af de 125 bedste nulevende fodboldspillere gennem historien.